# Chorley
|  | Aquest article tracta sobre la ciutat anglesa. Vegeu-ne altres significats a «Chorley (desambiguació)». |

Chorley és un poble del districte de Chorley, Lancashire, Anglaterra. Té una població de 38.420 habitants i districte de 114.351.

## Fills il·lustres
- Walter Norman Haworth (1883 - 1950) químic, Premi Nobel de Química de l'any 1937.